# Zapasy na Letnich Igrzyskach Olimpijskich 1988 – kategoria do 74 kg w stylu wolnym
Zmagania mężczyzn do 74 kg to jedna z dziesięciu męskich konkurencji w zapasach w stylu wolnym rozgrywanych podczas Letnich Igrzysk Olimpijskich 1988. Pojedynki w tej kategorii wagowej odbyły się w dniach 28 – 30 września.

## Klasyfikacja[1]
| Pozycja | Nazwisko            | Kraj              |
| ------- | ------------------- | ----------------- |
| 1       | Kenny Monday        | Stany Zjednoczone |
| 2       | Adłan Warajew       | ZSRR              |
| 3       | Rachmat Sofiadi     | Bułgaria          |
| 4       | Lodojn Enchbajar    | Mongolia          |
| 5       | Pekka Rauhala       | Finlandia         |
| 6       | Ajatollah Wagozari  | Iran              |
| 7       | Yun Gyeong-jae      | Korea Południowa  |
| 8       | Uwe Westendorf      | NRD               |
| 9       | Gary Holmes         | Kanada            |
| 9       | Claudiu Tămăduianu  | Rumunia           |
| 11      | Yoshihiko Hara      | Japonia           |
| 11      | Shaban Sejdiu       | Jugosławia        |
| 13      | Adama Damballey     | Gambia            |
| 13      | Haitham Jibara      | Irak              |
| 13      | Muhammad Anwar      | Pakistan          |
| 16      | Bruno Beudet        | Francja           |
| 17      | János Nagy          | Węgry             |
| 17      | Naresh Kumar        | Indie             |
| 19      | Mamadou Diaw Diallo | Gwinea            |
| 19      | Alfonso Jessel      | Meksyk            |
| 21      | Jean Manga          | Kamerun           |
| 22      | Lars Gustafsson     | Meksyk            |
| 23      | Monday Eguabor      | Nigeria           |
| 24      | David Harmon        | Irlandia          |
| 24      | Djiby Diouf         | Senegal           |
| 24      | Fitz Walker         | Wielka Brytania   |
| 24      | Salem Ould Habib    | Mauretania        |
| 24      | Uati Iutana         | Samoa             |
| 24      | Eusebio Serna       | Hiszpania         |
| 24      | Abdullah Al-Ghrbi   | Jemen Północny    |

## Zasady
Uczestnicy zostali podzieleni na dwie grupy. Zawodnik który przegrał dwie walki odpadł z dalszej rywalizacji.
- TF — Łopatki
- SP — Przewaga (12-14 punktów różnicy, pokonany zdobył punkty)
- SO — Przewaga (12-14 punktów różnicy, pokonany bez punktów)
- ST — Przewaga (15 punktów różnicy, przewaga techniczna)
- PP — Na punkty (Pokonany zdobył punkty)
- PO — Na punkty (Pokonany bez punktów)
- P1 — Pasywność (Przy prowadzeniu różnicą 1-11 punktów)
- PA — Kontuzja

## Wyniki

### Rundy eliminacyjne

#### Grupa A
| Liczba porażek | Zawodnik            | Wynik     | Czas/Punkty | Zawodnik            | Liczba porażek |         |
| Runda 1        | Runda 1             | Runda 1   | Runda 1     | Runda 1             | Runda 1        | Runda 1 |
| -------------- | ------------------- | --------- | ----------- | ------------------- | -------------- | ------- |
| 1              | Lars Gustafsson     | 1-3 PP    | 1-2         | Claudiu Tămăduianu  | 0              |         |
| 1              | David Harmon        | 0-4 ST    | 0-16        | Haitham Jibara      | 0              |         |
| 0              | Adłan Warajew       | 3-1 PP    | 5-3         | Ajatollah Wagozari  | 1              |         |
| 0              | Muhammad Anwar      | 4-0 TF    | 4:24        | Djiby Diouf         | 1              |         |
| 1              | Mamadou Diaw Diallo | 0-3 P1    | 5:07        | Naresh Kumar        | 0              |         |
| 0              | Uwe Westendorf      | 3-1 PP    | 4-1         | Monday Eguabor      | 1              |         |
| 0              | Rachmat Sofiadi     | 4-0 TF    | 1:24        | Jean Manga          | 1              |         |
| 0              | Yoshihiko Hara      |           |             | Bez walki           |                |         |
| Runda 2        |                     |           |             |                     |                |         |
| 0              | Yoshihiko Hara      | 3-1 PP    | 7-1         | Lars Gustafsson     | 2              |         |
| 0              | Claudiu Tămăduianu  | 4-0 ST    | 15-0        | David Harmon        | 2              |         |
| 1              | Haitham Jibara      | 0-3 PO    | 0-9         | Adłan Warajew       | 0              |         |
| 1              | Ajatollah Wagozari  | 3-1 PP    | 20-9        | Muhammad Anwar      | 1              |         |
| 2              | Djiby Diouf         | 0-3 P1    | 7:25        | Mamadou Diaw Diallo | 1              |         |
| 1              | Naresh Kumar        | 1-3 PP    | 2-11        | Uwe Westendorf      | 0              |         |
| 2              | Monday Eguabor      | 0-4 ST    | 0-15        | Rachmat Sofiadi     | 0              |         |
| 1              | Jean Manga          |           |             | Bez walki           |                |         |
| Runda 3        |                     |           |             |                     |                |         |
| 2              | Jean Manga          | 0-4 TF    | 1:56        | Yoshihiko Hara      | 0              |         |
| 0              | Claudiu Tămăduianu  | 3-1 PP    | 7-4         | Haitham Jibara      | 2              |         |
| 0              | Adłan Warajew       | 4-0 TF    | 0:21        | Muhammad Anwar      | 2              |         |
| 1              | Ajatollah Wagozari  | 4-0 TF    | 5:51        | Naresh Kumar        | 2              |         |
| 2              | Mamadou Diaw Diallo | 0-4 TF    | 1:30        | Uwe Westendorf      | 0              |         |
| 0              | Rachmat Sofiadi     |           |             | Bez walki           |                |         |
| Runda 4        |                     |           |             |                     |                |         |
| 0              | Rachmat Sofiadi     | 3-1 PP    | 7-3         | Yoshihiko Hara      | 1              |         |
| 1              | Claudiu Tămăduianu  | 1-3 PP    | 1-10        | Adłan Warajew       | 0              |         |
| 1              | Ajatollah Wagozari  | 3-1 PP    | 6-3         | Uwe Westendorf      | 1              |         |
| Runda 5        |                     |           |             |                     |                |         |
| 0              | Rachmat Sofiadi     | 3.5-.5 SP | 14-2        | Claudiu Tămăduianu  | 2              |         |
| 2              | Yoshihiko Hara      | 1-3 PP    | 9-12        | Ajatollah Wagozari  | 1              |         |
| 0              | Adłan Warajew       | 3-1 PP    | 4-2         | Uwe Westendorf      | 2              |         |
| Runda 6        |                     |           |             |                     |                |         |
| 1              | Rachmat Sofiadi     | 1-3 PP    | 2-5         | Adłan Warajew       | 0              |         |
| 1              | Ajatollah Wagozari  |           |             | Bez walki           |                |         |
| Runda 7        |                     |           |             |                     |                |         |
| 2              | Ajatollah Wagozari  | 0-4 PA    |             | Rachmat Sofiadi     | 1              |         |
| 0              | Adłan Warajew       |           |             | Bez walki           |                |         |

#### Klasyfikacja
| Zawodnik            | Przegrane | Runda | Punkty |
| ------------------- | --------- | ----- | ------ |
| Adłan Warajew       | 0         | -     | 19     |
| Rachmat Sofiadi     | 1         | -     | 19.5   |
| Ajatollah Wagozari  | 2         | 7     | 14     |
| Uwe Westendorf      | 2         | 5     | 12     |
| Claudiu Tămăduianu  | 2         | 5     | 11.5   |
| Yoshihiko Hara      | 2         | 5     | 9      |
| Haitham Jibara      | 2         | 3     | 5      |
| Muhammad Anwar      | 2         | 3     | 5      |
| Naresh Kumar        | 2         | 3     | 4      |
| Mamadou Diaw Diallo | 2         | 3     | 3      |
| Jean Manga          | 2         | 3     | 0      |
| Lars Gustafsson     | 2         | 2     | 2      |
| Monday Eguabor      | 2         | 2     | 1      |
| David Harmon        | 2         | 2     | 0      |
| Djiby Diouf         | 2         | 2     | 0      |

#### Grupa B
| Liczba porażek | Zawodnik          | Wynik     | Czas/Punkty | Zawodnik          | Liczba porażek |         |
| Runda 1        | Runda 1           | Runda 1   | Runda 1     | Runda 1           | Runda 1        | Runda 1 |
| -------------- | ----------------- | --------- | ----------- | ----------------- | -------------- | ------- |
| 1              | Fitz Walker       | 0-3.5 SO  | 0-12        | Kenny Monday      | 0              |         |
| 1              | Alfonso Jessel    | .5-3.5 SP | 1-14        | János Nagy        | 0              |         |
| 0              | Yun Gyeong-jae    | 4-0 ST    | 15-0        | Eusebio Serna     | 1              |         |
| 0              | Gary Holmes       | 4-0 ST    | 15-0        | Salem Ould Habib  | 1              |         |
| 0              | Lodojn Enchbajar  | 3-1 PP    | 12-4        | Bruno Beudet      | 1              |         |
| 1              | Abdullah Al-Ghrbi | 0-4 TF    | 0:42        | Pekka Rauhala     | 0              |         |
| 1              | Uati Iutana       | 0-4 TF    | 0:55        | Adama Damballey   | 0              |         |
| 0              | Shaban Sejdiu     |           |             | Bez walki         |                |         |
| Runda 2        |                   |           |             |                   |                |         |
| 0              | Shaban Sejdiu     | 3-0 PO    | 10-0        | Fitz Walker       | 2              |         |
| 0              | Kenny Monday      | 4-0 TF    | 2:00        | Alfonso Jessel    | 2              |         |
| 1              | János Nagy        | 1-3 PP    | 3-9         | Yun Gyeong-jae    | 0              |         |
| 2              | Eusebio Serna     | 0-4 ST    | 0-16        | Gary Holmes       | 0              |         |
| 2              | Salem Ould Habib  | 0-4 TF    | 0:27        | Lodojn Enchbajar  | 0              |         |
| 1              | Bruno Beudet      | 4-0 ST    | 16-0        | Abdullah Al-Ghrbi | 2              |         |
| 0              | Pekka Rauhala     | 4-0 TF    | 0:40        | Uati Iutana       | 2              |         |
| 0              | Adama Damballey   |           |             | Bez walki         |                |         |
| Runda 3        |                   |           |             |                   |                |         |
| 1              | Adama Damballey   | 0-4 TF    | 0:54        | Shaban Sejdiu     | 0              |         |
| 0              | Kenny Monday      | 3-1 PP    | 3-2         | János Nagy        | 2              |         |
| 1              | Yun Gyeong-jae    | 1-3 PP    | 1-8         | Lodojn Enchbajar  | 0              |         |
| 0              | Gary Holmes       | 3-1 PP    | 6-4         | Bruno Beudet      | 2              |         |
| 0              | Pekka Rauhala     |           |             | Bez walki         |                |         |
| Runda 4        |                   |           |             |                   |                |         |
| 0              | Pekka Rauhala     | 4-0 TF    | 1:20        | Adama Damballey   | 2              |         |
| 1              | Shaban Sejdiu     | 0-3 PO    | 0-4         | Kenny Monday      | 0              |         |
| 1              | Yun Gyeong-jae    | 3-1 PP    | 7-4         | Gary Holmes       | 1              |         |
| 0              | Lodojn Enchbajar  |           |             | Bez walki         |                |         |
| Runda 5        |                   |           |             |                   |                |         |
| 0              | Lodojn Enchbajar  | 3-0 P1    | 5:39        | Pekka Rauhala     | 1              |         |
| 2              | Shaban Sejdiu     | 1-3 PP    | 2-4         | Yun Gyeong-jae    | 1              |         |
| 0              | Kenny Monday      | 3-0 PO    | 6-0         | Gary Holmes       | 2              |         |
| Runda 6        |                   |           |             |                   |                |         |
| 1              | Lodojn Enchbajar  | 0-3 PO    | 0-2         | Kenny Monday      | 0              |         |
| 1              | Pekka Rauhala     | 4-0 TF    | 2:19        | Yun Gyeong-jae    | 2              |         |
| Runda 7        |                   |           |             |                   |                |         |
| 2              | Pekka Rauhala     | 0-3 PO    | 0-7         | Kenny Monday      | 0              |         |
| 1              | Lodojn Enchbajar  |           |             | Bez walki         |                |         |

#### Klasyfikacja
| Zawodnik          | Przegrane | Runda | Punkty |
| ----------------- | --------- | ----- | ------ |
| Kenny Monday      | 0         | -     | 22.5   |
| Lodojn Enchbajar  | 1         | -     | 13     |
| Pekka Rauhala     | 2         | 7     | 16     |
| Yun Gyeong-jae    | 2         | 6     | 14     |
| Gary Holmes       | 2         | 5     | 12     |
| Shaban Sejdiu     | 2         | 5     | 8      |
| Adama Damballey   | 2         | 4     | 4      |
| Bruno Beudet      | 2         | 3     | 6      |
| János Nagy        | 2         | 3     | 5.5    |
| Alfonso Jessel    | 2         | 2     | 0.5    |
| Fitz Walker       | 2         | 2     | 0      |
| Salem Ould Habib  | 2         | 2     | 0      |
| Uati Iutana       | 2         | 2     | 0      |
| Eusebio Serna     | 2         | 2     | 0      |
| Abdullah Al-Ghrbi | 2         | 2     | 0      |

### Runda finałowa
| Zawodnik                  | Wynik                 | Czas/Punkty           | Zawodnik              |                       |
| Pojedynek o 7 miejsce     | Pojedynek o 7 miejsce | Pojedynek o 7 miejsce | Pojedynek o 7 miejsce | Pojedynek o 7 miejsce |
| ------------------------- | --------------------- | --------------------- | --------------------- | --------------------- |
| Uwe Westendorf            | 0-4 PA                |                       | Yun Gyeong-jae        |                       |
| Pojedynek o 5 miejsce     |                       |                       |                       |                       |
| Ajatollah Wagozari        | 0-4 PA                | 3:00                  | Pekka Rauhala         |                       |
| Pojedynek o brązowy medal |                       |                       |                       |                       |
| Rachmat Sofiadi           | 3-1 PP                | 8-3                   | Lodojn Enchbajar      |                       |
| Finał                     |                       |                       |                       |                       |
| Adłan Warajew             | 1-3 PP                | 2-5                   | Kenny Monday          |                       |